# Euproctis aganopa
Euproctis aganopa är en fjärilsart som beskrevs av Turner 1920. Euproctis aganopa ingår i släktet Euproctis och familjen tofsspinnare. Inga underarter finns listade i Catalogue of Life.